# Austin Huggins
Austin Huggins (Basseterre, 19 de janeiro de 1970) é um treinador de futebol e ex-futebolista são-cristovense que atuava como meio-campista. Atualmente comanda a  Seleção São-Cristovense.

## Carreira
Huggins defendeu apenas 2 clubes em sua carreira: o Bohemian (República da Irlanda), pelo qual atuou em 4 jogos em 1999, e o Garden Hotspurs, entre 2000 e 2012.
Virou treinador em 2018, comandando o Garden Hotspurs por 4 temporadas antes de assumir a seleção de São Cristóvão e Neves em janeiro de 2022, substituindo o brasileiro Leo Neiva. Sob seu comando, os Sugar Boyz conquistaram a inédita vaga para a Copa Ouro da CONCACAF, sendo eliminados na primeira fase da edição de 2023 com 3 derrotas.

## Carreira na Seleção
Pela Seleção São-Cristovense, Huggins estreou em abril de 1993, na vitória por 5 a 1 sobre as Ilhas Virgens Britânicas. Até 2004, foram 36 jogos disputados e 11 gols marcados.

## Títulos
Garden Hotspurs
- Campeonato São-Cristovense: 2000–01